# Gerard Manley Hopkins
Gerard Manley Hopkins (n. 28 iulie 1844, Greater London, Anglia, Regatul Unit al Marii Britanii și Irlandei – d. 8 iunie 1889, Dublin, Regatul Unit al Marii Britanii și Irlandei) a fost un poet și preot iezuit englez. 

## Prezentare generală
A fost unul dintre cei mai valoroși poeți ai epocii victoriene, a cărui lirică, influențată de John Keats și Alfred Tennyson este de o mare vigoare intelectuală și străbătută de fervoare mistică.
Se remarcă fluiditatea versului, frumusețea și claritatea imaginilor. Hopkins a început procesul de a fi recunoscut ca iezuit în 1868.
Inovator în domeniul metricii, a introdus ritmul abrupt ("sprung rhythm"), a utilizat aliterația, repetiția, asonanța, rima interioară.
A mai lăsat posterității o serie de scrisori și caiete de însemnări.
Creația sa a influențat poezia engleză a secolului XX.